# موسیقی محض
موسیقی محض یا موسیقی مطلق (به انگلیسی: Absolute music) گونه‌ای موسیقی است که دربارهٔ برنامه یا داستانی نیست این موسیقی دربارهٔ هیچ‌چیزی نیست و هیچ‌چیزی را ارائه نمی‌کند که برخلاف موسیقی برنامه‌ای است. ایدهٔ موسیقی محض در پایان سدهٔ هجدهم میلادی در نوشته‌های نویسندگان اوایل رمانتیک آلمانی، مانند ویلهلم هاینریش واکنردر، لودویگ تیک، و ارنست هوفمان گسترش یافت، ولی اصطلاح آن تا ۱۸۴۶ میلادی استفاده نشد. ریشارد واگنر نخستین کسی بود که از اصطلاح موسیقی محض برای اشاره به سمفونی نهم بتهوون استفاده کرد.
ایده‌هایِ زیبایی‌شناسیِ پایهٔ موسیقیِ محض از مناظره‌هایِ ارزشِ نسبی دربارهٔ آنچه که در سال‌هایِ نخستینِ نظریهٔ زیبایی‌شناسی به نامِ هنرهای زیبا شناخته می‌شد، گسترش یافت. کانت، در نقد قوه حکم «لذت فراتر از فرهنگ» موسیقی را، به دلیل فقدان محتوای مفهومی آن، رد کرد. او برجسته‌ترین ویژگی موسیقی را که عده‌ای خوش می‌داشتند، جنبه‌ای منفی در نظر گرفت. یوهان گوتفرید هردر، در مقابل، موسیقی را فراترین هنرها دانست، به دلیل روح آن، که هردر به نادیدنی بودنش پیوند می‌داد. جدال متعاقب آن میان موسیقی‌دانان، آهنگسازان، تاریخدانان موسیقی، و منتقدان، هرگز متوقف نشده است.